# From Her to Eternity
From Her to Eternity es el álbum debut del grupo australiano Nick Cave and the Bad Seeds, publicado por la compañía discográfica Mute Records en 1984.

## Trasfondo
Tras la separación de la anterior banda de Nick Cave, The Birthday Party, el músico formó un nuevo proyecto musical con su antiguo compañero de grupo Mick Harvey. A Cave y Harvey se les unieron Blixa Bargeld a la guitarra, Hugo Race en la guitarra, y el antiguo miembro de Magazine, Barry Adamson, a la guitarra, bajo y piano. Tras trabajar en el estudio, el estreno del grupo tuvo lugar durante un concierto el Día de Año Nuevo de 1983 en Melbourne bajo el nombre de Nick Cave - Man Or Myth?, seguido de una gira. El grupo se llamó brevemenet Nick Cave and the Cavemen antes de adoptar el nombre de Bad Seeds, en referencia a la última publicación de Birthday Party, el EP Mutiny/The Bad Seed.
La mayoría del álbum fue grabado en los Trident Studios de Londres en marzo de 1984. «Saint Huck», «Wings off Flies» y «A Box for Black Paul» fueron grabados en The Garden entre septiembre y octubre de 1983. El grupo también puede verse interpretando en directo el tema que da título al álbum en la película de Win Wenders Wings of Desire. Esta versión, grabada en los Hansa Studio de Berlín en febrero de 1987, fue incluida en la reedición del álbum en CD.
Años después, Cave comentó: «Bueno, supongo que no le estábamos partiendo los dientes a la gente. Quiero decir, se volvió diferente. Quise que estuviera más orientado hacia las letras y tener a Blixa Bargeld de Einstürzende Neubauten en el grupo fue una diferencia increíble. Es una especie de guitarrista atmosférico e increíblemente económico y me dio espacio para respirar».

## Recepción
From Her to Eternity recibió reseñas generalmente positivas desde su publicación. Chris Long de BBC describió el álbum como «imperfecto, visceral, excitante y en última instancia, clásico».

## Reediciones
El 27 de abril de 2009, Mute Records reeditó una versión remasterizada de From Her to Eternity en formato CD/DVD junto a los tres primeros trabajos de The Bad Seeds, The Firstborn Is Dead, Kicking Against the Pricks y Your Funeral... My Trial. El disco incluyó la lista de canciones original de la edición en vinilo, con «In the Ghetto», «The Moon is in the Gutter» y «From Her to Eternity» incluidas como temas extra en el DVD en lugar de estar presentes en la edición en CD. El DVD También incluye videos musicales y la primera parte de Do You Love Me Like I Love You, un documental dividido en catorce partes.

## Lista de canciones
Todas las canciones escritas y compuestas por Nick Cave excepto donde se anota. 
| N.º   | Título                      | Escritor(es)                                                     | Duración |  |
| 1.    | «Avalanche»                 | Leonard Cohen                                                    | 5:13     |  |
| 2.    | «Cabin Fever!»              | Nick Cave, Blixa Bargeld                                         | 6:11     |  |
| 3.    | «Well of Misery»            |                                                                  | 5:25     |  |
| 4.    | «From Her to Eternity»      | Cave, Anita Lane, Bargeld, Hugo Race, Barry Adamson, Mick Harvey | 5:33     |  |
| 5.    | «In the Ghetto»             | Mac Davis                                                        | 4:06     |  |
| 6.    | «The Moon is in the Gutter» |                                                                  | 2:36     |  |
| 7.    | «Saint Huck»                |                                                                  | 7:22     |  |
| 8.    | «Wings off Flies»           | Cave, Peter Sutcliffe, Jim Thirlwell                             | 4:06     |  |
| 9.    | «A Box for Black Paul»      |                                                                  | 9:42     |  |
| 10.   | «From Her to Eternity»      | Cave, Lane, Bargeld, Race, Adamson, Harvey                       | 4:35     |  |
| 54:36 |                             |                                                                  |          |  |

## Personal
Nick Cave and the Bad Seeds
- Nick Cave: voz principal y coros, órgano Hammond y armónica
- Blixa Bargeld: guitarra principal y coros
- Hugo Race: guitarra rítmica y coros
- Barry Adamson: bajo y coros
- Mick Harvey: batería, piano, vibráfono y coros

Personal técnico
- Flood: productor musical e ingeniero de sonido
- Mick Harvey: productor musical